# Luigi Chiaffarelli
Luigi Chiaffarelli (Isérnia, 2 de setembro de 1856 — São Paulo, 16 de junho de 1923) foi um pianista, maestro e professor de música ítalo-brasileiro. 
Pertencente a uma família de músicos, recebeu de seu próprio pai as primeiras noções de piano e teoria musical. 
Professor de grande talento, admirado pelos seus alunos, criou em São Paulo uma escola de interpretação musical que persiste até hoje através de seus discípulos mais fieis.
Sua mais famosa aluna foi a pianista paulista Guiomar Novais. Também foi mestre de Antonieta Rudge, Maria Edul Tapajós, Alice Serva, João de Sousa Lima, Francisco Mignone, Menininha Lobo (Guilhermina de Freitas Lobo, a quem, em um bilhete, chamou de "menininha dos meus olhos musicais") e outros tantos.